# Fe (cristianismo)
Dentro del cristianismo, la fe se plantea a menudo en términos de creer en las promesas de Dios, confiar en su fidelidad y confiar en el carácter y la fidelidad de Dios para actuar. Algunas denominaciones creen en la Nueva Alianza y en la doctrina de la salvación por sólo fe (sola fide). Según la mayoría de las tradiciones cristianas y denominaciones, la fe cristiana requiere creer en la resurrección de Jesús, y en la  agonía en el Huerto que Jesús afirma que es el plan de Dios Padre.
Desde la Reforma protestante del siglo XVI, el significado del término "fe" ha sido objeto de importantes desacuerdos teológicos en la Cristiandad occidental. Las diferencias se han superado en gran medida en la Declaración conjunta sobre la doctrina de la justificación (1999).La comprensión precisa del término "fe" difiere entre las varias tradiciones cristianas. A pesar de estas diferencias, los cristianos suelen estar de acuerdo en que la fe en Jesús es el núcleo de la tradición cristiana y que dicha fe es necesaria para ser cristiano.
Algunas de las definiciones de fe en la historia de la teología cristiana han seguido la formulación bíblica de Hebreos 11:1: "Ahora bien, la fe es la sustancia de las cosas que se esperan, la evidencia de las cosas que no se ven".
Según Berkhof, "La fe" es un paso más allá de la religión, ya que es el establecimiento de la relación de Dios con su pueblo. La fe cristiana se basa en la fe del Antiguo Testamento porque las promesas del Antiguo Testamento se aceptan como cumplidas en el ministerio, sufrimiento, muerte y resurrección de Jesucristo.

## Nuevo Testamento
La palabra "fe", traducida del griego πιστις (pi'stis), se usaba principalmente en el Nuevo Testamento con el tiempo perfecto griego y se traduce como un híbrido sustantivo-verbo; lo que no se transmite adecuadamente con el sustantivo español. La forma verbal de pi'stis es pisteuo, que a menudo se traduce en las versiones inglesas del Nuevo Testamento como creer. La forma adjetival, pistos, casi siempre se traduce como 'fiel'. Los escritores del Nuevo Testamento, siguiendo a los traductores de la Septuaginta (Antiguo Testamento griego) tradujeron palabras de las escrituras hebreas que se referían a la "fidelidad" utilizando palabras del grupo pi'stis. Las palabras del grupo pi'stis se traducen más adecuadamente al español por una serie de palabras, dependiendo del contexto en el que aparecen. Tanto en el Nuevo Testamento como en otros textos griegos, pi'stis describe conexiones de firmeza que pueden formarse entre una amplia variedad de entidades: personas, tradiciones, prácticas, grupos, propósitos, hechos o proposiciones. La traducción adecuada al español suele resultar evidente a partir de la relación entre las dos entidades conectadas por pi'stis. Así, las palabras del grupo pi'stis del Nuevo Testamento pueden interpretarse como relacionadas con las ideas de fidelidad, lealtad, compromiso, confianza, creencia y prueba. La interpretación y traducción más apropiadas de las palabras del grupo pi'stis en el Nuevo Testamento es objeto de controversia reciente, en particular sobre el significado de pi'stis cuando se dirige a Jesús.

### Versículos específicos
Ahora bien, la fe (pi'stis) es la certeza de lo que se espera, la convicción de lo que no se ve.
Hebreos 11:1

 Este pasaje sobre la función de la fe en relación con el pacto de Dios se utiliza a menudo como definición de la fe. Υποστασις (hy-po'sta-sis), traducido aquí "garantía", aparece comúnmente en antiguos papiros documentos comerciales, transmitiendo la idea de que un pacto es un intercambio de seguridades que garantiza la futura transferencia de  posesiones descrita en el contrato. En vista de ello, James Hope Moulton y George Milligan sugieren la siguiente redacción: "La fe es el título de propiedad de las cosas que se esperan".
En las últimas décadas, los eruditos han investigado qué significaba pi'stis en el contexto social de los escritores del Nuevo Testamento. Varios eruditos que han estudiado el uso de pi'stis tanto en los primeros manuscritos griegos como en el Nuevo Testamento han llegado a la conclusión de que fidelidad es la traducción al español más satisfactoria en muchos casos. Esta investigación reciente ha llevado a algunos a argumentar que la fe y la creencia en Jesús en el Nuevo Testamento deben entenderse en términos de fidelidad, lealtad y compromiso con él y sus enseñanzas, más que en términos de creencia, confianza y dependencia.

## Iglesia católica

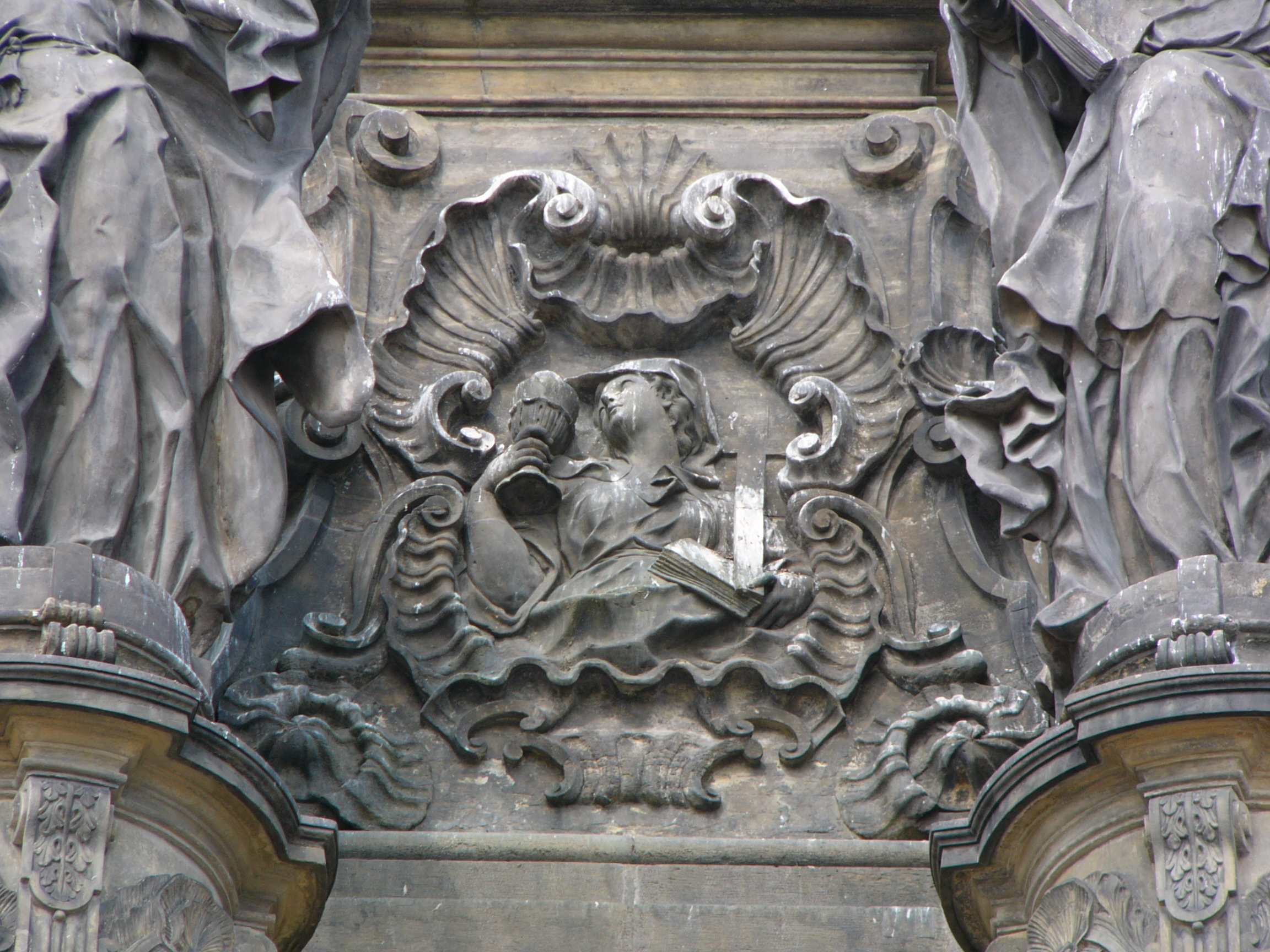
Relieve de alegoría de la Fe en la Columna de la Santísima Trinidad de Olomouc

La Iglesia católica considera que la fe es doble. Objetivamente, la fe es creer en el conjunto de verdades reveladas por Dios en la Escritura y en la tradición y que la Iglesia católica presenta de forma sucinta en sus credos. Subjetivamente, la fe representa el hábito o virtud por el que se asienten estas verdades.

### La fe como virtud teologal
Según Tomás de Aquino, la fe es "el acto del intelecto de asentir a una verdad divina debido al movimiento de la voluntad, que a su vez es movida por la gracia de Dios". Y así como la luz de la fe es un don sobrenatural concedido al entendimiento, así también esta gracia divina que mueve la voluntad es, como su nombre indica, un don igualmente sobrenatural y absolutamente gratuito.

### La fe no es ciega
Creemos", dice el Concilio Vaticano (III, iii), "que la revelación es verdadera, no ciertamente porque la verdad intrínseca de los misterios sea claramente vista por la luz natural de la razón, sino por la autoridad de Dios que los revela, pues Él no puede engañar ni ser engañado. El Concilio Vaticano dice que "además de la asistencia interna de su Espíritu Santo, Dios ha querido darnos algunas pruebas externas de su revelación, a saber, ciertos hechos divinos, especialmente los milagros y las profecías, pues como éstos manifiestan claramente la omnipotencia y el conocimiento infinito de Dios, ofrecen las pruebas más seguras de su revelación y se adaptan a la capacidad de todos." De ahí que Tomás de Aquino escriba: "Un hombre no creería a menos que viera las cosas que tiene que creer, ya sea por la evidencia de milagros o de algo similar" (II-II:1:4, ad 1).
En la Iglesia católica, la justificación es concedida por Dios a partir del bautismo, sacramento de la fe. El cardenal Joseph Tobin dijo: la religión es un estilo de vida. Significa que lo que creo influye en la forma en que vivo.

## Cristianismo oriental

### Facultad noética
La fe (pistis) en el Cristianismo oriental es una actividad del nous o espíritu. La fe es característica de la experiencia noesis o noética del espíritu. La fe aquí se define como verdad intuitiva que significa como un don de Dios, la fe es una de las energías increadas de Dios (la Gracia también es otra de las energías y dones increados de Dios). El Dios en Trinidad es increado o incomprensible en su naturaleza, ser o esencia. Por lo tanto, en el cristianismo oriental, la esencia o incomprensibilidad de Dios se distingue de sus energías increadas. Esto se aclara en la distinción Esencia-Energías de Gregorio Palamas.

### Verdad intuitiva
Como Dios en Trinidad, como las anomalías de la esencia o ser de Dios. En el cristianismo oriental es por la fe o la verdad intuitiva que este componente de la existencia de un objeto es agarre o asidero.

## Protestantismo
En la tradición protestante, la fe se entiende generalmente asociada a las ideas de creencia, confianza y seguridad. Esta interpretación se basa en las declaraciones doctrinales de los Reformadores protestantes. Una de sus declaraciones confesionales explica: "los actos principales de la fe salvadora son aceptar, recibir y descansar en Sólo Cristo para la justificación, santificación y vida eterna." Los reformadores contrapusieron la fe a los esfuerzos humanos por hacer buenas obras como medio de justificación. Esta interpretación de la fe salvadora ha permanecido dentro de la tradición protestante. La fe salvadora se entiende generalmente en términos de creencia, confianza y dependencia en la persona de Jesús y su obra de  expiación realizada a través de su muerte en la cruz.
Según el luteranismo, la fe salvadora es el conocimiento de, aceptación de, y confianza en la promesa del Evangelio.

### La fe como firmeza en la creencia razonada
C.S. Lewis describió su experiencia de la fe en su libro Mero Cristianismo distinguiendo entre dos usos de la palabra. Describe el primero de la siguiente manera: "La fe parece ser utilizada por los cristianos en dos sentidos o en dos niveles... En el primer sentido significa simplemente Creer." Varios párrafos más adelante continúa diciendo: "La fe, en el sentido en que aquí utilizo la palabra, es el arte de aferrarse a las cosas que la razón ha aceptado una vez, a pesar de los cambios de humor."

### La fe como don de Dios
Pablo escribe en Efesios 2:8-9: "Porque por gracia sois salvos por medio de la fe, y esto no de vosotros, pues es don de Dios; no por obras, para que nadie se gloríe." A partir de esto, algunos protestantes creen que la fe misma es dada como un don de Dios (por ejemplo la Confesión de Fe de Westminster), aunque esta interpretación es discutida por otros que creen que el griego género indica que el "don" al que se refiere es la salvación en lugar de la fe.